# 药物

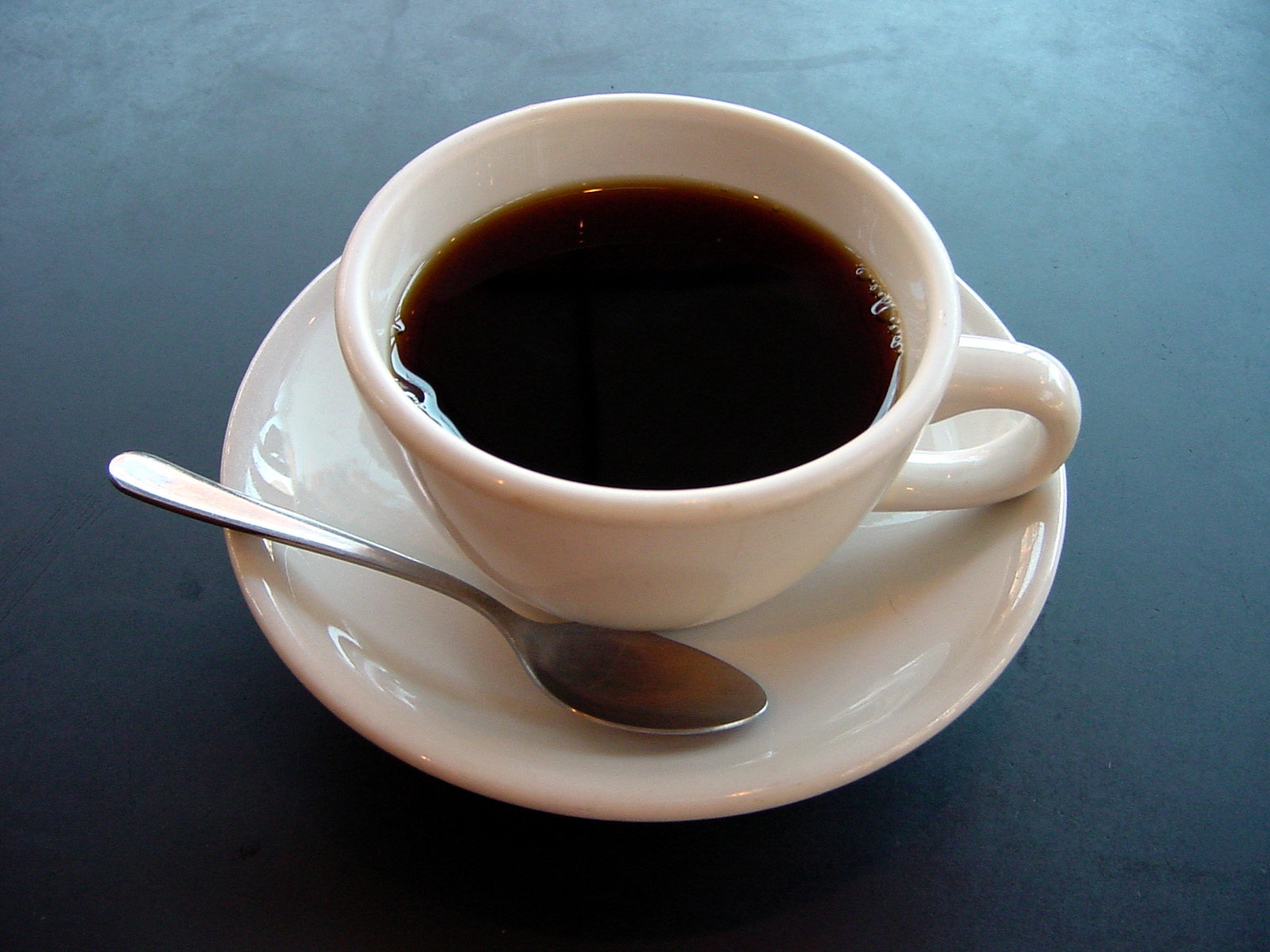
咖啡因，一种存在于咖啡和许多水中的物质，是使用最广泛的精神药物。90%的美国人每天都摄入咖啡因。

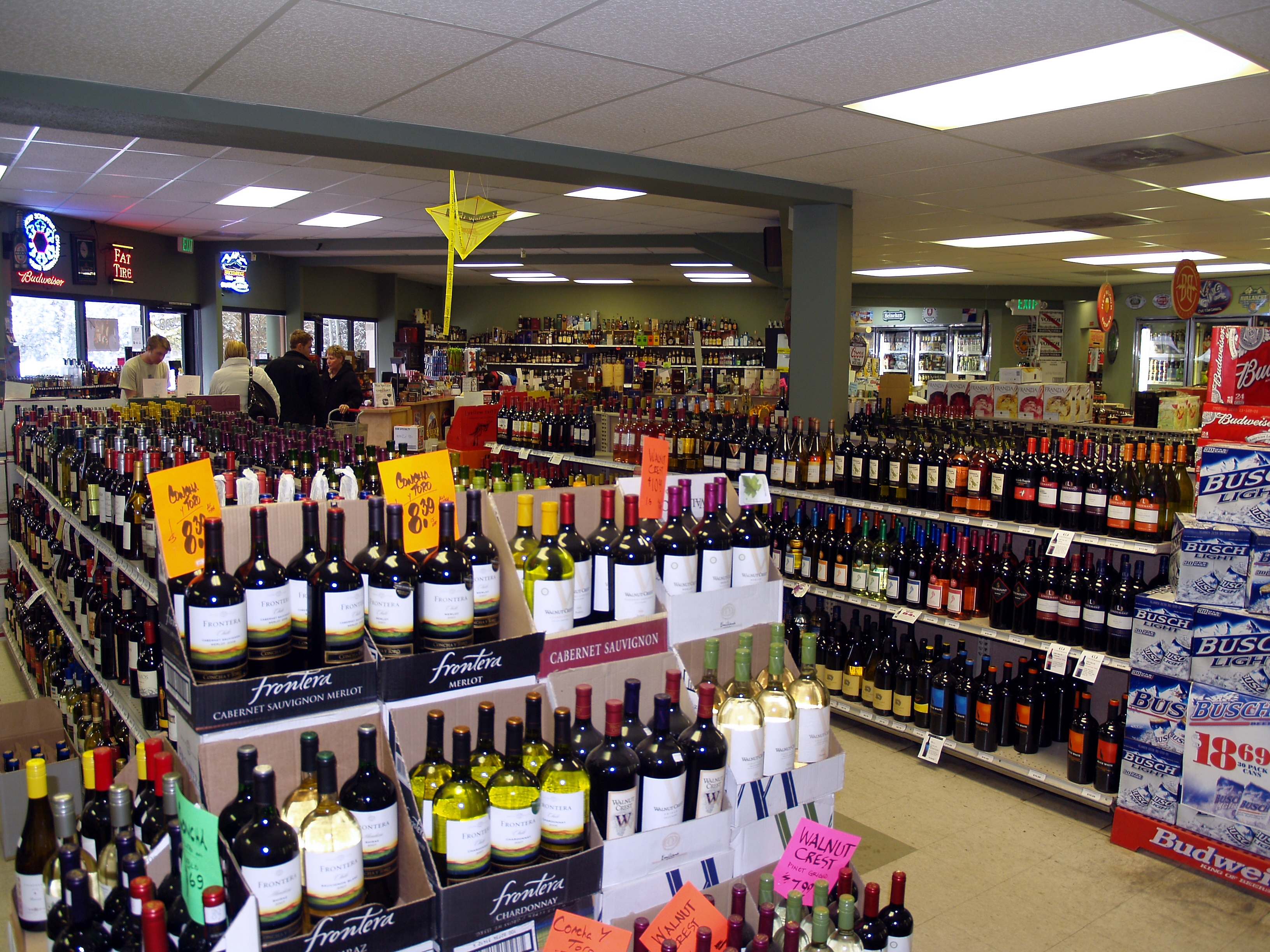
酒精是最常用的药物。2013年，全球酒精饮料产业的产值将近一兆美元。啤酒是世界第三流行的饮料，排在饮用水和茶之后。

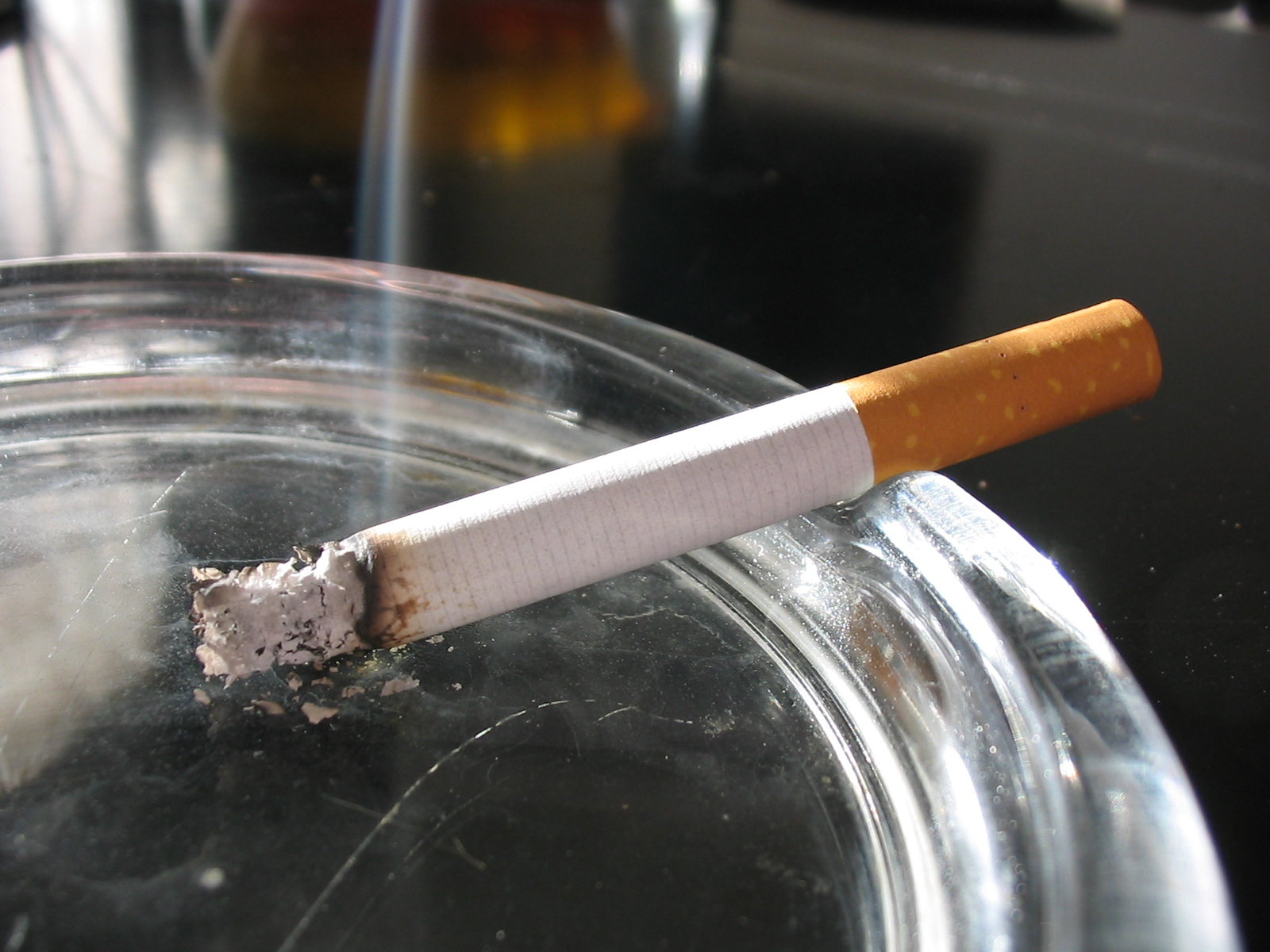
香烟，含有尼古丁，是世界上使用最广泛的药物之一。

药物（英語：drug）广义上指可以对人或其他机体产生已知生物效应的物质，主要是用以改变人类、动植物、微生物的生理功能和生化代谢，达到治疗、预防、诊断疾病的医学目的，少数被用来消遣娱乐。食物通常不适用于这个定义，尽管它们也可以对生物物种产生生理效应。药物依来源有三大类：天然药物、化学合成药物、基因工程药物。
药理学上，药物指用于预防、治疗、诊断疾病或增强体格或改善精神状态的化学物质。药品可以短期使用或定期使用来治疗慢性疾病。
精神药物能影响神经系统功能，改变感觉、情绪、意识的化学物质。酒精和咖啡因是世界上使用最广泛的精神药物。
娱乐性药物是没有医疗用途，而是用来获得快感的药物。常见的娱乐性药物包括酒精、尼古丁和咖啡因，也包括其他物质如鸦片类药物和安非他命。
有的药物可以产生依赖性和习惯性，并且所有的药物均有副作用。许多药物被禁止用作娱乐用途，国际条约如麻醉品单一公约的存在意在从法律上禁止某些物质的使用。

## 药品

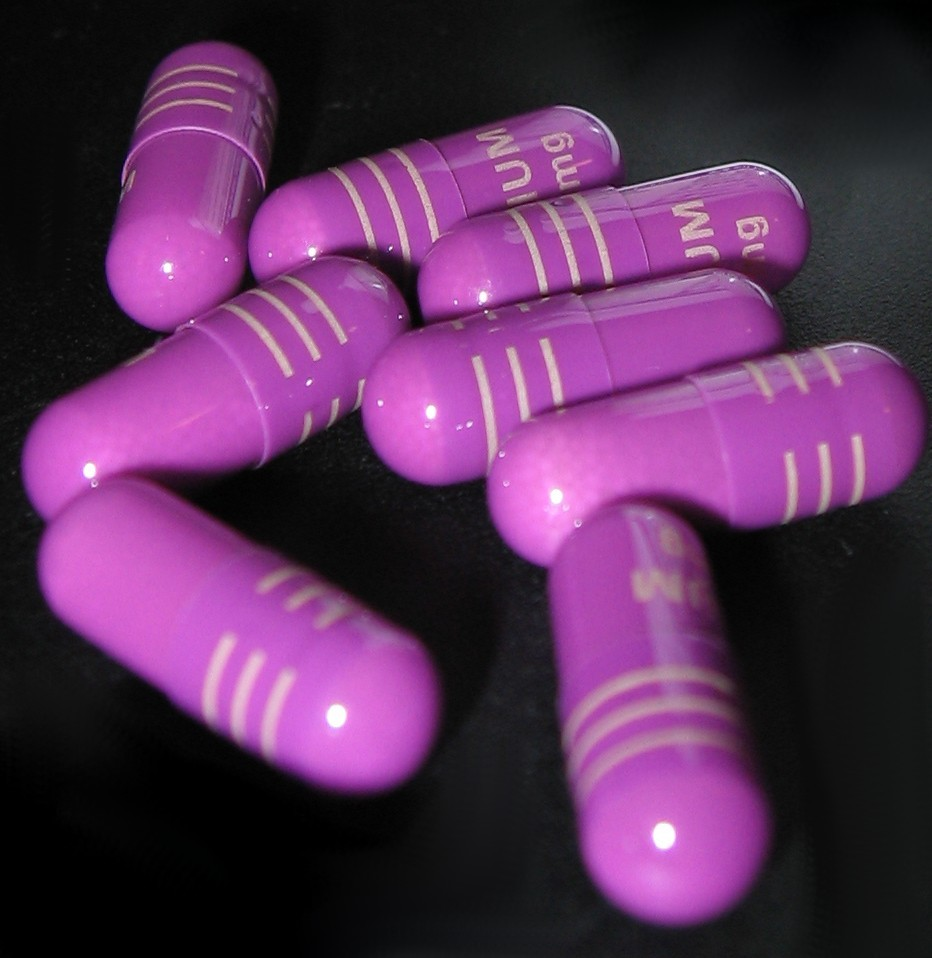
耐信®埃索美拉唑镁胶囊，是一种质子泵抑制剂（PPI），用来减少胃酸的产生。

药品（pharmaceutical drug,  medicinal drug 或 medication）是一种可以治疗和（或）改善疾病症状或医疗条件的药物，也可以作为预防用药来改善将来的情况，而不是用来治疗已存在或曾经存在的症状。
药品的配给通常由政府监管并分为三类：非处方药（可以出售于药店或超市并由消费者自行选购，没有任何特殊限制）、BTC类药物（见于欧美，可以由药剂师配给且不需要医师处方）和处方药（POM，只可由执业医疗专业人员处方，通常为执业医师）。
在英国，BTC类药物又被称为药房药品，只可在药店出售，并且需要药剂师监管。这些药品的包装上会印有字母P。无需处方的药物种类在不同国家间往往不尽相同。
药品通常由制药公司生产，开发商往往被授予专利权并可以独家进行生产。非专利（或是专利已过期）的药品称为generic drug，其他制药公司无需向开发商取得授权或许可便可以生产它们，非专利持有者生产的药品称为仿制药，中国的制药厂多以生产仿制药为主。

## 给药方式
药物，无论是药品还是娱乐性药物，都可以有许多的给药方法或途径。许多药物的给药方式不止一种。
- 快速推注（英语：Bolus (medicine)）是给药方式的一种，使药物或其他化合物在血液内达到有效的浓度水平。推注可以在静脉内，肌内，鞘内或皮下进行。
- 吸入（通过呼吸进入肺部），通常为气雾剂或干粉末（也包括吸入物质）。
- 注射悬浮液或乳液，方式有肌内注射（肌注）、静脉注射（静注，又分为静脉滴注和静脉推注）、腹腔内注射、骨内注射。
- 喷雾，也可以喷入鼻腔内。
- 口服液体或固体，通过肠道吸收。
- 直肠栓剂，通过直肠或结肠吸收。
- 舌下含服，通过舌下组织扩散到血液中。
- 外用，通常为乳膏或软膏，可以局部也可以全身给药。[17]
- 阴道栓剂，主要用来治疗阴道感染。

## 文言釋義
- 东晉葛洪《抱朴子·道意》：“屢值疫癘，當得藥物之力。”
- 嚴復《原強續篇》：“蓋察病而知致病之原，則其病將愈，唯病原真而後藥物得，藥物得而後其病乃有瘳，此不易之理也。”

## 延伸阅读
[在维基数据编辑]
 《欽定古今圖書集成·博物彙編·草木典·藥部》，出自陈梦雷《古今圖書集成》